# Парскі (Куявсько-Поморське воєводство)
Парскі (пол. Parski, нім. Parsken) — село в Польщі, у гміні Ґрудзьондз Ґрудзьондзького повіту Куявсько-Поморського воєводства.
Населення — 153 особи (2011).
У 1975—1998 роках село належало до Торунського воєводства.

## Демографія
Демографічна структура станом на 31 березня 2011 року:
|          | Загалом | Допрацездатний вік | Працездатний вік | Постпрацездатний вік |
| -------- | ------- | ------------------ | ---------------- | -------------------- |
| Чоловіки | 71      | 13                 | 56               | 2                    |
| Жінки    | 82      | 23                 | 49               | 10                   |
| Разом    | 153     | 36                 | 105              | 12                   |